# Tavë kosi
Tavë kosi (de l'albanès, «cassola de llet agra») és un plat nacional d'Albània. És un plat de vedella o xai (ocasionalment pollastre, llavors anomenat tavë kosi me mish pule) i arròs al forn amb una barreja de iogurt grec i ous (que substitueix la llet agra original) afegit a un roux (farina de blat i mantega). Normalment es condimenta amb sal, pebre, all i orenga.
El plat també és popular a Grècia, Macedònia del Nord, Kosovo i Turquia, on es coneix com Elbasan tava (Tavë Elbasani o Tava e Elbasanit), que rep el nom de la ciutat albanesa d'Elbasan.